# Tianshan Xiang (socken i Kina)
Tianshan Xiang (kinesiska: 天山乡, 天山) är en socken i Kina. Den ligger i den autonoma regionen Xinjiang, i den nordvästra delen av landet, omkring 510 kilometer öster om regionhuvudstaden Ürümqi. Antalet invånare är 7 442. Befolkningen består av 3 522 kvinnor och 3 920 män. Barn under 15 år utgör 21,0 %, vuxna 15-64 år 72 %, och äldre över 65 år 6,0 %.
Genomsnittlig årsnederbörd är 175 millimeter. Den regnigaste månaden är juni, med i genomsnitt 65 mm nederbörd, och den torraste är mars, med 2 mm nederbörd.